# Los Banos (Kalifornia)
Los Banos város az USA Kalifornia államában, Merced megyében. Lakosainak száma 45 532 fő (2020. április 1.).

## Népesség
A település népességének változása:

| 2010 | 35 972 |
| 2020 | 45 532 |